# マルカ (玩具メーカー)
マルカ株式会社は日本の玩具メーカー。株式会社化したのは1962年7月。1972年より中国などよりの玩具輸入も手掛ける。

## 概要
マルカは東京都は台東区の橋場に本社を構える玩具メーカーで、玩具のほか雑貨なども取り扱う。中国からは玩具のほか玩具用花火なども輸入しており、またプライズゲームや駄菓子屋、あるいはお子様ランチなどで安価に景品として扱われている玩具類も取り扱う。
玩具メーカーの規模としては名の通った大手と比べるべくもないが、その一方で取り扱う商品は多岐にわたり、『ポケットモンスター』から『ドラえもん』や『アンパンマン』など定番ともいえるキャラクター玩具も扱っており、一般の玩具店などが標準的かつ安価に扱っている玩具類のなかに同社製品がみられる。なお安売り対象となることも少なくない同社製品だが、ST基準（セーフティ・トイ：玩具の安全基準）を一貫して満たしており、この品質管理は海外メーカーの輸入玩具でも行っているとしている。
このほかにも九州・近畿地方ではゲームセンターを運営している。

## 企業姿勢
基本的に中堅で、メーカー名がユーザーに意識されることは、宣伝を盛んに行っている大手玩具メーカーほどはない。しかし安定した品質と安価な製品、幅広い流通網とにより、同社の製品は様々なところで見出される。たとえば前出のプライズゲームの景品からお子様ランチのおまけ玩具などもそうだが、その一方で日本では草創期のコンビニエンスストアに販路を見出し、自社製品を売り込んでいる。この関係は同社サイトによれば現在も続いているとのことで、コンビニエンスストアにおける玩具販売では少なからぬシェアを占めているという。
品質管理は既に述べたとおりだが、国内外の流通経路をいったんつくば市に置いた同社物流センターに集約させる形で一括管理、品質を維持するとともに、確実に小売店側に商品が届くようにしているという。
販社側のニーズに沿った魅力的な製品の開発を行うことにも力を入れており、顧客規模に応じては新規開発商品の投入などでも品ぞろえを拡充していく模様だが、その一方で前述のゲームセンターでは地域密着型の運営で消費者ニーズを調査、商品開発に生かすとしている。

## 主な製品
- ドライブタウン